# Ocina de Jos, Prahova
Ocina de Jos (mai vechi, Valea Bradului) este un sat în comuna Adunați din județul Prahova, Muntenia, România.
În 2011, satul avea 389 de locuitori.